# Conus carlottae
Conus carlottae é uma espécie extinta de caracol marinho, um molusco gastrópode marinho da família Conidae

## Descrição
O tamanho da concha alcança 40 mm.

## Distribuição geográfica
Esta espécie só é encontrada como um fóssil no Neogeno da República Dominicana.